# Ferenc Krausz
Ferenc Krausz (Mór, Hungria, 17 de maio de 1962) é um físico húngaro-austríaco.
Com sua equipe de pesquisas tornou-se o primeiro a produzir e também medir um pulso de luz com duração de um attosegundo (10−18 segundos). A equipe usou este pulso de luz para descrever o movimento atômico de elétrons. Esta conquista marca o início da física do attosegundo.

## Vida acadêmica
Krausz estudou física teórica na Universidade Eötvös Loránd e engenharia elétrica na Universidade de Tecnologia e Economia de Budapeste. Após sua habilitação na Universidade Técnica de Viena foi por esta chamado para ser professor. É desde 2003 diretor do Instituto Max Planck de Óptica Quântica em Garching bei München. Em 2004 além disso assumiu uma cátedra de física experimental na Universidade de Munique. É co-fundador e um dos dois porta-vozes do Munich-Centre for Advanced Photonics (MAP), fundado em 2006. Desde 2005 é também professor extraordinário da Universidade Técnica de Viena.

## Prêmios e condecorações
Em 2003 tornou-se membro da Academia Austríaca de Ciências, s desde 2005 membro estrangeiro. Em 2005 recebeu um doutorado honorário da Universidade de Tecnologia e Economia de Budapeste.
- 1994: Prêmio Fritz Kohlrausch da Sociedade de Física da Áustria
- 1996: Start-Preis
- 1998: Prêmio Pesquisa Carl Zeiss da Fundação Ernst Abbe
- 2002: Prêmio Wittgenstein
- 2003: Prêmio Julius Springer de Física Aplicada
- 2006: Prêmio Gottfried Wilhelm Leibniz
- 2006: Prêmio de Ciências Naturais da Cidade de Viena
- 2011: Ordem do Mérito da República Federal da Alemanha
- 2012: Membro da Academia Europaea
- 2013: Prêmio Internacional Rei Faisal de Ciências
- 2013: Prêmio Otto Hahn
- 2023: Prémio Nobel da Física